# إنيد
إنيد (بالإنجليزية: Enid, Oklahoma)‏ هي مدينة تقع في مقاطعة غارفيلد، أوكلاهوما بولاية أوكلاهوما في الولايات المتحدة. تبلغ مساحة هذه المدينة 191.8 (كم²)، وترتفع عن سطح البحر 378 م، بلغ عدد سكانها 49379 نسمة في عام 2010 حسب إحصاء مكتب تعداد الولايات المتحدة.

## التركيبة السكانية
حدّد مكتب تعداد الولايات المتحدة بيانات التركيبة السكانية لإنيد في تعداد الولايات المتحدة. في ما يلي، التركيبة السكانية حسب تعدادي 2000 و2010.

### تعداد عام 2000
بلغ عدد سكان إنيد 47,045 نسمة بحسب تعداد عام 2000، وبلغ عدد الأسر 18,955 أسرة وعدد العائلات 12,565 عائلة مقيمة في المدينة. في حين سجلت الكثافة السكانية 245.3 نسمة لكل كيلومتر مربع (635.3/ميل2). وبلغ عدد الوحدات السكنية 21,255 وحدة بمتوسط كثافة قدره 110.8 لكل كيلومتر مربع (287.0/ميل2).
وتوزع التركيب العرقي للمدينة بنسبة 87.18% من البيض و3.91% من الأمريكيين الأفارقة و2.12% من الأمريكيين الأصليين و1% من الأمريكيين ذوي الأصول الآسيوية و0.58% من سكان جزر المحيط الهادئ و2.36% من الأعراق الأخرى و2.84% من عرقين مختلطين أو أكثر و4.74% من الهسبانيون أو اللاتينيون من أي عرق.
بلغ عدد الأسر 18,955 أسرة كانت نسبة 33.6% منها لديها أطفال تحت سن الثامنة عشر تعيش معهم، وبلغت نسبة الأزواج القاطنين مع بعضهم البعض 51.6% من أصل المجموع الكلي للأسر، ونسبة 11.2% من الأسر كان لديها معيلات من الإناث دون وجود شريك،  بينما كانت نسبة 3.5% من الأسر لديها معيلون من الذكور دون وجود شريكة وكانت نسبة 33.7% من غير العائلات. تألفت نسبة 29.1% من أصل جميع الأسر من عدة أفراد يعيشون في نفس المنزل ونسبة 12.5% كانت تتألف من شخص يعيش بمفرده يبلغ من العمر 65 عاماً أو أكثر. وبلغ متوسط حجم الأسرة المعيشية 2.39، أما متوسط حجم العائلات فبلغ 2.94.
بلغ العمر الوسطي للسكان 37.2 عاماً. وكانت نسبة 24.6% من القاطنين تحت سن الثامنة عشر، وكانت نسبة 9.2% بين الثامنة عشر والرابعة والعشرين عاماً، ونسبة 26.9% كانت واقعةً في الفئة العمرية ما بين الخامسة والعشرين والرابعة والأربعين عاماً، ونسبة 21.1% كانت ما بين الخامسة والأربعين والرابعة والستين، ونسبة 14.6% كانت ضمن فئة الخامسة والستين عاماً فما فوق. يوجد لكل 100 أنثى 92.8 ذكر، ويوجد لكل 100 أنثى في الثامنة عشر من عمرها فما فوق 88.9 ذكر.
بلغ متوسط دخل الأسرة في المدينة 32,227 دولارًا، أما متوسط دخل العائلة فبلغ 39,113 دولارًا. وكان متوسط دخل الذكور 29,841 دولارًا مقابل 20,865 دولارًا للإناث. وسجل دخل الفرد الخاص بالمدينة 17,471 دولارًا. وكانت نسبة 11.1% من العائلات ونسبة 14.8% من السكان تحت خط الفقر، وكان من هؤلاء نسبة 21.9% تحت سن الثامنة عشر ونسبة 10.8% في الخامسة والستين من العمر وما فوق.

### تعداد عام 2010
بلغ عدد سكان إنيد 49,379 نسمة بحسب تعداد عام 2010، وبلغ عدد الأسر 19,726 أسرة وعدد العائلات 12,590 عائلة مقيمة في المدينة. في حين سجلت الكثافة السكانية 257.5 نسمة لكل كيلومتر مربع (666.9/ميل2). وبلغ عدد الوحدات السكنية 21,936 وحدة بمتوسط كثافة قدره 114.4 لكل كيلومتر مربع (296.3/ميل2).
وتوزع التركيب العرقي للمدينة بنسبة 81.61% من البيض و3.58% من الأمريكيين الأفارقة و2.32% من الأمريكيين الأصليين و1.08% من الأمريكيين ذوي الأصول الآسيوية و2.19% من سكان جزر المحيط الهادئ و5.38% من الأعراق الأخرى و3.84% من عرقين مختلطين أو أكثر و10.26% من الهسبانيون أو اللاتينيون من أي عرق.
بلغ عدد الأسر 19,726 أسرة كانت نسبة 32% منها لديها أطفال تحت سن الثامنة عشر تعيش معهم، وبلغت نسبة الأزواج القاطنين مع بعضهم البعض 47% من أصل المجموع الكلي للأسر، ونسبة 11.9% من الأسر كان لديها معيلات من الإناث دون وجود شريك،  بينما كانت نسبة 4.8% من الأسر لديها معيلون من الذكور دون وجود شريكة وكانت نسبة 36.2% من غير العائلات. تألفت نسبة 30.5% من أصل جميع الأسر من عدة أفراد يعيشون في نفس المنزل ونسبة 12.3% كانت تتألف من شخص يعيش بمفرده يبلغ من العمر 65 عاماً أو أكثر. وبلغ متوسط حجم الأسرة المعيشية 2.41، أما متوسط حجم العائلات فبلغ 3.00.
بلغ العمر الوسطي للسكان 36.0 عاماً. وكانت نسبة 24.7% من القاطنين تحت سن الثامنة عشر، وكانت نسبة 9.6% بين الثامنة عشر والرابعة والعشرين عاماً، ونسبة 25.6% كانت واقعةً في الفئة العمرية ما بين الخامسة والعشرين والرابعة والأربعين عاماً، ونسبة 24.9% كانت ما بين الخامسة والأربعين والرابعة والستين، ونسبة 15.2% كانت ضمن فئة الخامسة والستين عاماً فما فوق. وتوزع التركيب الجنسي للسكان بنسبة 49% ذكور و51% إناث.

## أعلام
- ريتشارد إردمان
- هنري لويس بيلمن
- أوين كاي جاريوت
- كارين دالتون
- ثاد لاكنبيل
- روبرت إم. بلير
- دينيس رايمر
- جو برادلي

## وصلات خارجية
- www.enid.org
- The US50 - Cities and Towns in Oklahoma State